# Simon Epiney
Pour les articles homonymes, voir Epiney.
Simon Epiney, né le 12 février 1950 à Sierre, est une personnalité politique suisse, membre du Parti démocrate-chrétien.

## Biographie
Après des études de droit à l'Université de Genève, il exerce la profession d'avocat-notaire à Sierre (le cumul des deux professions est possible dans le canton du Valais).
Sur le plan politique, il est tout d'abord élu dans la commune de Vissoie, puis au Grand Conseil de 1981 à 1993. De 1991 à 1999, il est élu au Conseil national puis, de 1999 à 2007, au Conseil des États. Par la suite, dès 2009, il est président de la commune d'Anniviers.